# Мениджмънт на бедствията
Мениджмънт на бедствията (на английски: emergency management, disaster management) е дисциплина, която се занимава с предотвратяването и справянето с природните и породените от човешка намеса бедствия.
Тази дейност обхваща подготовка, действия при бедствия и възстановяване с от тях. Това може да включва тренировки и др. – както на специализирания персонал, така и на граждани, от страна на съответните държавни агенции.
Всички аспекти на управлението на бедствените ситуации са свързани с дейности и процеси за защита на населението и/или организациите от следствията от природните и породените от човешка дейност бедствия, вкл. аварии, войни, терористични актове и др.